# Непримітник

Непримітник (лат. Asemum Eschscholtz, 1830) — рід жуків з родини Скрипунових.

## Поширення
Види роду Непримітник розповсюджені у голарктиці, включаючи Євразію і Північну Америку. 
В Україні рід Непримітник представлений двома видами:
1. Нерпримітник ребристий — Asemum striatum (Linnaeus, 1758)
2. Непримітник тонковусий — Asemum tenuicorne Kraatz, 1879

## Різноманіття
До роду Непримітник залічують 8 видів:
1. Asemum australe LeConte, 1850
2. Asemum caseyi Linsley, 1957
3. Asemum glabrellum Bates, 1892
4. Asemum lucidulum Pesarini & Sabbadini, 1997
5. Asemum nitidum LeConte, 1873
6. Asemum punctulatum Blessig, 1872
7. Нерпримітник ребристий — Asemum striatum (Linnaeus, 1758)
8. Непримітник тонковусий — Asemum tenuicorne Kraatz, 1879